# Sára Kovářová
Sára Kovářová (* 9. Februar 1999 in Písek) ist eine tschechische Handballspielerin.

## Karriere

### Im Verein
Sára Kovářová spielte zunächst ab 2016 für DHK Baník Most. Mit Most wurde sie tschechischer Meister und Pokalsieger. 2020 ging sie in die Türkei zu Kastamonu Belediyesi GSK und gewann hier 2021 und 2022 die türkische Meisterschaft. 2022 wechselte sie nach Slowenien zu RK Krim. Auch hier gewann sie die nationale Meisterschaft. In der Saison 2023/24 lief sie in Polen für MKS Lublin auf. Anschließend wechselte sie zum rumänischen Erstligisten HC Dunărea Brăila.

### In Auswahlmannschaften
Ihr Debüt für die tschechische Nationalmannschaft gab sie im November 2018 gegen die Slowakei. Mit Tschechien nahm sie an der Europameisterschaft 2018 und Europameisterschaft 2020 teil. Anfang Dezember 2021 stand sie im Kader für die Weltmeisterschaft 2021, wo sie mit Tschechien den 19. Platz belegte. Im Turnier erzielte sie 19 Tore in 6 Spielen. Bei der Weltmeisterschaft 2023 belegte sie mit Tschechien den 8. Platz.